# Lijst van spelers van Grasshopper Club Zürich
Deze lijst omvat voetballers die bij de Zwitserse voetbalclub Grasshopper Club Zürich spelen of gespeeld hebben. De namen van de spelers zijn alfabetisch gerangschikt.

## A
- André Abegglen
- Max Abegglen
- Amir Abrashi
- Hicham Acheffay
- Law Adam
- Josef Adelbrecht
- Allmir Ademi
- Endogan Adili
- Kurt Aerni
- Guilherme Afonso
- Augustine Ahinful
- Antonio Aiello
- Ailton
- Abdul Al-Abbadie
- Toni Allemann
- Lauro Amadò
- Marco Ambrosio
- Martin Andermatt
- Salve Andracchio
- Claude Andrey
- Nemanja Antonov
- Kurt Armbruster
- Goran Avdic
- Albion Avdijaj

## B
- Michel Bacchini
- Thomas Bachmann
- Robert Ballaman
- Stephan Balmer
- Thomas Balmer
- Heinz Bäni
- Umberto Barberis
- Antonio Barijho
- Vullnet Basha
- Mate Baturina
- Moritz Bauer
- Richard Bauer
- Patrick Baumann
- Willy Baumgartner
- Kurt Becker
- Nassim Ben Khalifa
- Diego Benaglio
- Ivan Benito
- Benjani
- Aleksandar Benko
- Roger Berbig
- Jan Berger
- Ergün Berisha
- Bruno Bernasconi
- Bruno Berner
- Marc Berset
- Silvano Bianchi
- Alfred Bickel
- Thomas Bickel
- Rainer Bieli
- Herbert Binder
- Rolf Blättler
- David Blumer
- Raúl Bobadilla
- Roberto Böckli
- Luka Bonačić
- Ronny Borchers
- Fabrice Borer
- Enrico Borrini
- Alfons Bosco
- Paul Bouvard
- Mergim Brahimi
- René Brodmann
- Jordan Brown
- Martin Brunner
- Lorenzo Bucchi
- Manuel Bühler
- Otto Bühler
- Imran Bunjaku
- Rudolf Burger
- Roman Bürki

## C
- Ricardo Cabanas
- Caio
- Davide Callà
- Henri Camara
- Mario Cantaluppi
- Andreas Capra
- Carlos da Silva
- Pascal Castillo
- Önder Çengel
- Robert Cérésole
- Charyl Chappuis
- Stéphane Chapuisat
- José Chatruc
- Tariq Chihab
- Sven Christ
- Isidor Cina
- Roland Citherlet
- Josip Colina
- Massimo Colomba
- Fabio Coltorti
- Alexandre Comisetti
- Marcel Cornioley
- Mohamed Coulibaly
- Louis Crayton
- Rinaldo Cruzado
- Dušan Cvetinović

## D
- Gianluca D'Angelo
- Munas Dabbur
- Fabio Daprelá
- Daniel Davari
- Patrick De Napoli
- Stéphane De Siebenthal
- Adrián de Vicente
- Steven Deana
- René Deck
- Francis Defago
- Luca Denicolá
- Timothy Dieng
- Fabio Digenti
- Herbert Dimmeler
- Michael Dingsdag
- Papa Bouba Diop
- Dragan Djukic
- Samuel Drakopoulos
- Raymond Duret

## E
- Edmar Figueira
- Eduardo
- Andy Egli
- Efan Ekoku
- Giovane Élber
- Karl Elsener
- Rudolf Elsener
- Innocent Emeghara
- Alfred Emuejeraye
- Tomislav Erceg
- Antonio Esposito

## F
- Max Fauguel
- Sehar Fejzulahi
- Frank Feltscher
- Rolf Feltscher
- André Fimian
- Christian Fleury
- Patrick Foletti
- Erich Franckenfeldt
- Martin Frei
- Remo Freuler
- Mario Frick
- Hans-Peter Friedländer
- Gianluca Frontino
- Ivo Frosio
- Hansruedi Fuhrer

## G
- Bruno Gabrieli
- Milan Gajić
- Aarón Galindo
- Fernando Gamboa
- Harry Gämperle
- Ionel Gane
- Ulisses Garcia
- Eduard Garonne
- Shkëlzen Gashi
- Alain Geiger
- Rudolf Geiter
- Andres Gerber
- Nikola Gjorgjev
- Gustav Gottenkieny
- Mirco Graf
- Ove Grahn
- Mats Gren
- Sigurður Grétarsson
- Stéphane Grichting
- Alfred Gröbli
- Rolf Gronau
- Christian Gross
- Steve Guillod
- Arild Gulden
- Levent Gülen

## H
- Jean Haag
- Bernt Haas
- Renato Hächler
- Hansi Hagen
- Izet Hajrović
- Sead Hajrovic
- André Halter
- Andreas Häsler
- Rainer Hasler
- Zlatko Hebib
- Heinz Hermann
- Herbert Hermann
- Jonny Hey
- Andreas Hirzel
- Ivan Hitrec
- Vyatcheslav Hleb
- Marc Hodel
- Konrad Holenstein
- Heinrich Honegger
- Gianluca Hossmann
- Manuel Huber
- Stefan Huber
- Willy Huber
- Herbert Hunger
- Igor Hürlimann
- René Hüssy
- Werner Hüssy

## I
- Ali Ibrahim
- Alex Imhof
- Charles In-Albon
- Charles Inaebnit
- Roland Inderbitzin
- Heinz Ingold
- Luca Iodice
- Luca Ippoliti
- Werner Ipta
- Patrick Isabella

## J
- Richard Jäger
- Kim Jaggy
- Sanel Jahić
- Eldin Jakupović
- Kurt Jara
- Peter Jehle
- Daniel Joller

## K
- Mahmoud Kahraba
- Theodoros Karapetsas
- Micheil Kavelasjvili
- Marco Kehl-Gómez
- Bernd Kilian
- Mario Kirev
- Sonny Kittel
- Fabio Klingler
- Peter Kobel
- Harry Koch
- Harald Kohr
- Marcel Koller
- Miroslav König
- Swen König
- Peter Közle
- Manuel Kubli
- Baykal Kulaksizoglu

## L
- Iacopo La Rocca
- André Ladner
- Robert Lador
- Bruce Lalombongo
- Davor Landeka
- Michael Lang
- Steven Lang
- Matthias Langkamp
- Luka Lapenda
- Pierre Larsen
- Rolf Lauper
- Detlev Lauscher
- Paul de Lavallaz
- Leandro
- August Lehmann
- Ermir Lenjani
- Diego León
- Matthias Lepiller
- Stephan Lichtsteiner
- Martín Ligüera
- Roland Linz
- Massimo Lombardo
- Kjetil Løvvik
- Senad Lulić
- Benjamin Lüthi
- Marc Lütolf

## M
- Machado
- Franck Madou
- Georges Magistris
- Joël Magnin
- Feliciano Magro
- Miloš Malenović
- Max Malzacher
- Gabriel Marchand
- Marco Lópes
- Christian Matthey
- Giuseppe Mazzarelli
- Tosh McKinlay
- Peter Meier
- Urs Meier
- Elvir Melunovic
- Alexander Merkel
- Alessandro Merlo
- André Meyer
- Yassine Mikari
- Severino Minelli
- Aleksandar Mitreski
- Bernard Mocellin
- Viorel Moldovan
- Francis Montandon
- Gerardo Morales
- André Muff
- Donato Müller
- Kudi Müller
- Martin Müller
- Patrick Müller
- Orhan Mustafi

## N
- René Nafzger
- David Nakhid
- Georgi Nemsadze
- Giorgios Nemtsoudis
- Günter Netzer
- Max Neuenschwander
- Willy Neukom
- Anatole Ngamukol
- Julien Ngoy
- Hans Niggl
- Thomas Niggl
- Blaise Nkufo
- Adi Noventa
- Richard Núñez
- Markus Nyfeler

## O
- James Obiorah
- Rainer Ohlhauser
- Arnold Olsen
- Patrick Olsen
- Femi Opabunmi

## P
- Paiva
- Charles Pasche
- Aldo Pastega
- Paulo César
- Daniel Pavlovic
- Dusan Pavlovic
- Luca Pedrotti
- Horacio Peralta
- Vladimir Peralta
- Mladen Petrić
- Hans-Jörg Pfister
- Roger Piccand
- Erminio Piserchia
- Raimondo Ponte
- Vittorio Pozzo
- Thomas Preiss

## R
- Richmond Rak
- Oscar Rauch
- Raúl Cabanas
- Yoric Ravet
- Charles Regamey
- Roland Rehmann
- Michel Renggli
- Vincenzo Rennella
- Franz Rickenbach
- Daniël de Ridder
- Alessandro Riedle
- Sreto Ristic
- Guiliano Robbiani
- Roberto Pinto
- Rogerio
- Oskar Rohr
- Leonel Romero
- Sebastián Rozental
- Martín Rueda
- Kurt Rüegg
- Wynton Rufer
- Enzo Ruiz
- Eugen Rupf
- Tomasz Rząsa

## S
- Samel Sabanovic
- Vero Salatic
- Ibrahim Samardzic
- Slobodan Santrač
- Antonio Carlos dos Santos
- Nenad Savić
- Pasquale Sbarra
- Marco Schällibaum
- Peter Scheibel
- Peter Schepull
- Werner Schley
- Hannes Schmidhauser
- Ruedi Schneeberger
- Josef Schneider
- Etienne Scholz
- Alain Schultz
- Roland Schwegler
- Haris Seferović
- Walter Seiler
- Branislav Sekulić
- Sahr Senesie
- Metin Sengör
- Gerardo Seoane
- Gürkan Sermeter
- Ciriaco Sforza
- Meritan Shabani
- Rijat Shala
- Silas
- Denis Simani
- Denis Simijonovic
- Nathan Sinkala
- Siqueira Barras
- Boris Smiljanić
- Yann Sommer
- Kurt Soom
- Raphael Spiegel
- Hermann Springer
- Christoph Spycher
- Hans-Ruedi Staudenmann
- Paul Stehrenberger
- Hans Stemmer
- Igors Stepanovs
- Martin Steuble
- Miroslav Stević
- Arne Stiel
- Luigi Stomeo
- Pirmin Stoob
- Jeff Strasser
- Mark Strudal
- Rainer Stutz
- Néstor Subiat
- Suree Sukha
- Arnold Sulger
- Claudio Sulser
- Alain Sutter
- Scott Sutter
- István Szabó

## T
- Davide Taini
- Haris Tabaković
- Mihai Tararache
- Shani Tarashaj
- Pascal Thüler
- René Thurnherr
- Avraham Tikva
- Nzuzi Toko
- Demba Touré
- Peter Traber
- Gaston Tschirren
- Kubilay Türkyilmaz

## U
- Duke Udi
- Necip Ugras

## V
- Guillermo Vallori
- Vaso Vasic
- Andrés Vásquez
- Ramon Vega
- Sirio Vernati
- Uli Vetsch
- Javier Villarreal
- Milan Vilotić
- Eric Viscaal
- Alexander Viveros
- Johann Vogel
- Peter von Burg
- Johan Vonlanthen
- Roger Vonlanthen
- Kay Voser
- Branislav Vukosavljević

## W
- Fritz Wagner
- Philipp Walker
- Edmond de Weck
- Roger Wehrli
- Max Weiler
- Walter Weiler
- Weligton
- Wesley
- André Wiederkehr
- Ron Willems
- Willian Rocha
- Christian Winiger
- Harry Winkler
- Georg Winterhofen
- Rolf Wüthrich
- Thomas Wyss

## X
- Taulant Xhaka

## Y
- Hakan Yakin
- Murat Yakin

## Z
- Livio Zanetti
- Reto Zanni
- Aldo Zappia
- Gonzalo Zarate
- Marian Zeman
- Reto Ziegler
- Aleksandar Živković
- Steven Zuber
- Pascal Zuberbühler
- Renato Zurmühle